# Хову-Аксы

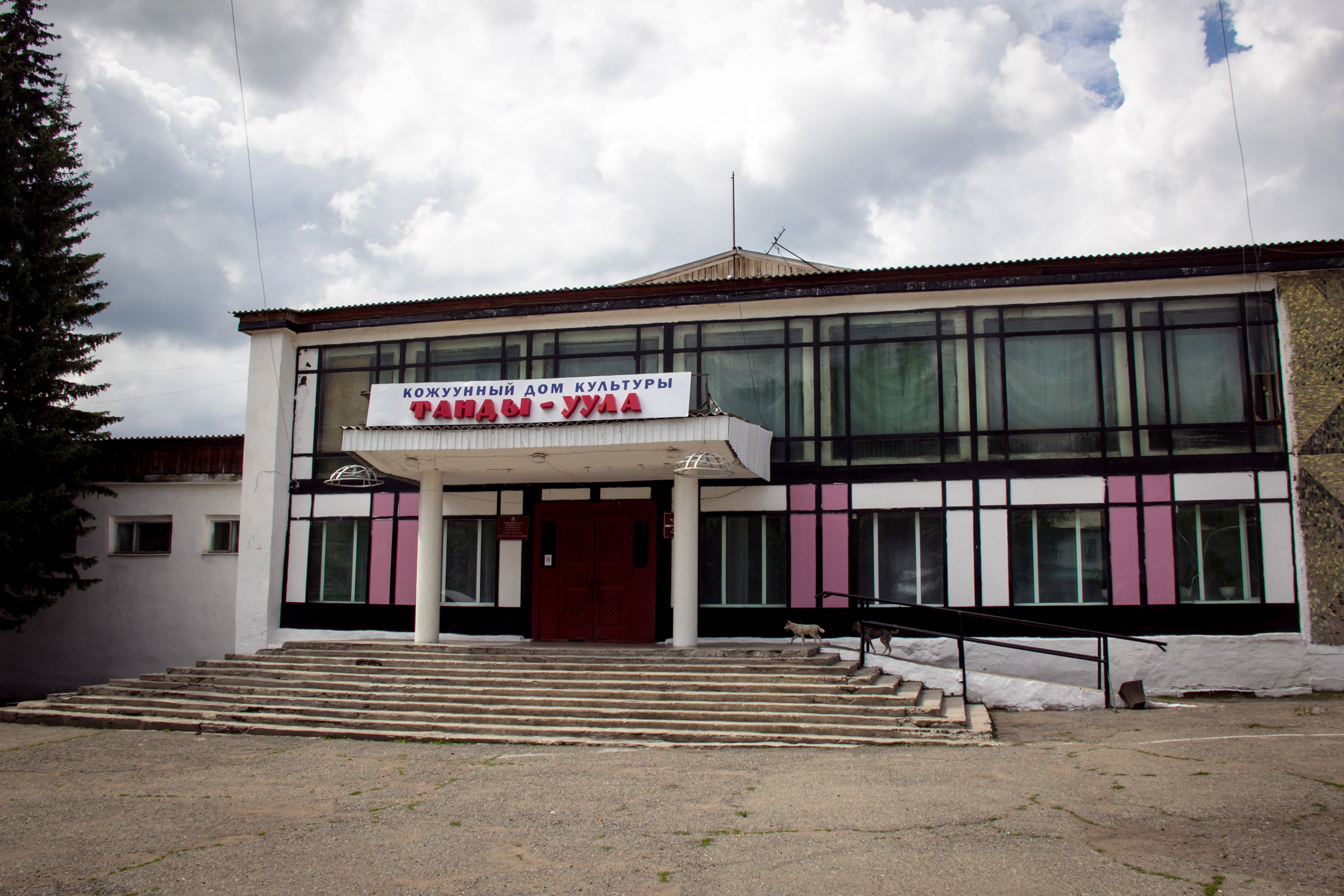
Дом Культуры Чеди-Хольского кожууна

Хову-Аксы (тув. Хову-Аксы) — село (бывший посёлок городского типа), центр Чеди-Хольского кожууна Республики Тыва.

## География
Расположено на реке Элегест в 115 км к юго-западу от Кызыла.

## История

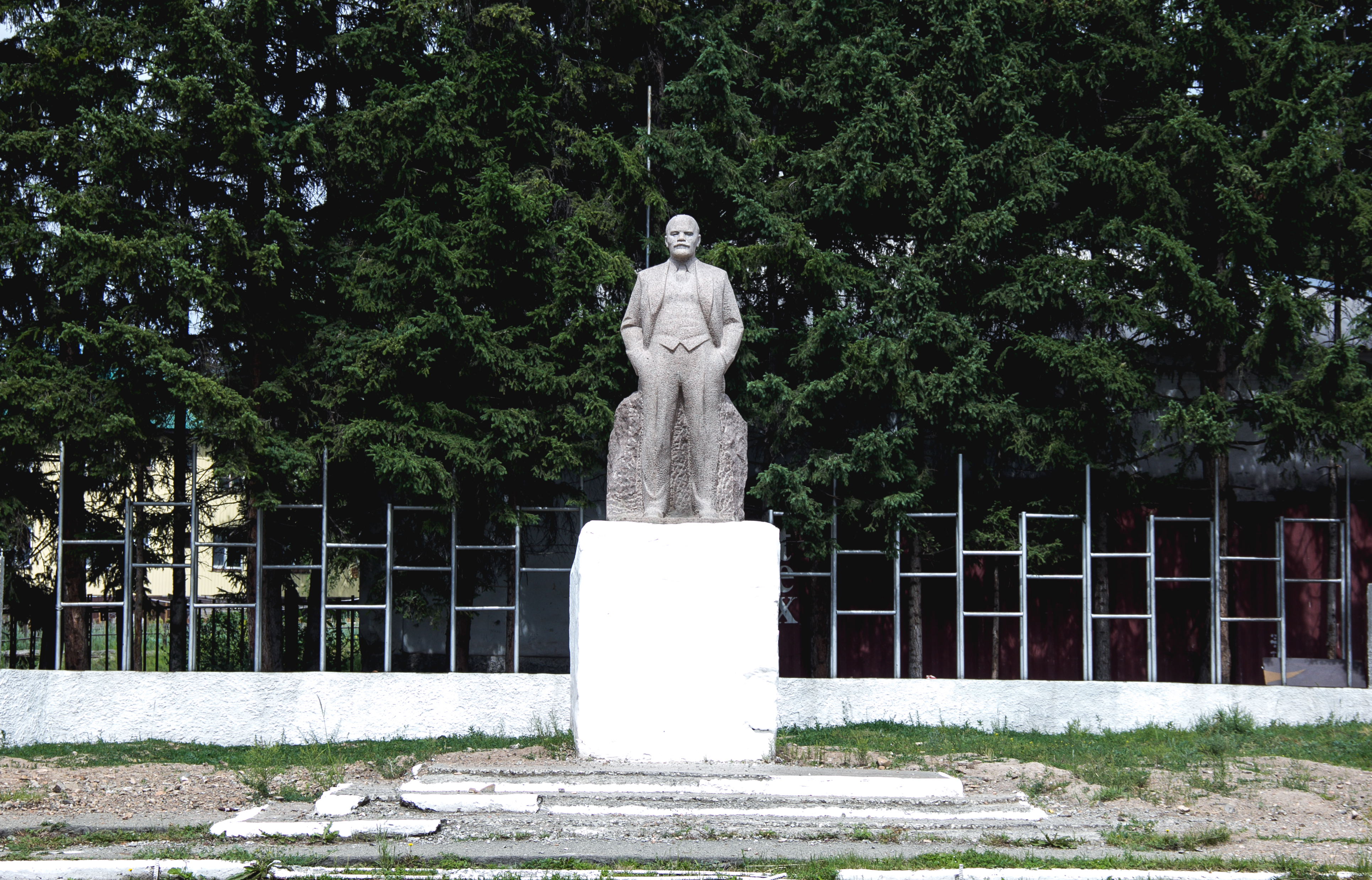
Памятник Ленину в Хову-Аксы

В 1956—2005 годах — посёлок городского типа.
С 1970 по 1991 год в Хову-Аксы работал крупный промышленный комбинат «Тувакобальт», производивший медно-никель-кобальтовый концентрат.
В мае-июне 1990 года в Хову-Аксы произошли столкновения на межэтнической почве.

## Население
| 1959  | 1970  | 1979  | 1989  | 2002  | 2010  | 2011  |
| ----- | ----- | ----- | ----- | ----- | ----- | ----- |
| 2900  | ↗4632 | ↗5413 | ↗5925 | ↘3706 | ↘3672 | ↘3668 |
| 2012  | 2013  | 2014  | 2015  | 2016  | 2017  | 2018  |
| ↘3648 | ↘3592 | ↗3677 | ↗3713 | ↗3720 | ↗3728 | ↘3711 |
| 2019  | 2020  | 2021  |       |       |       |       |
| ↗3731 | ↗3765 | ↘3612 |       |       |       |       |

## Топографические карты
- Лист карты M-46-X Хову-Аксы. Масштаб: 1 : 200 000. Указать дату выпуска/состояния местности.